# Антон Ризов
Антон Йорданов Ризов е български състезател по спортна стрелба, на Стрелкови клуб „Тракия“, с треньор Веселин Петков. Представлява България на олимпийските игри през 2012 година, в дисциплина - спортна стрелба. Завършва на 22-ро място на 10 метра въздушна пушка , на 42-ро място и на 25 метра въздушна пушка .

## Биография
Антон Ризов е роден на 29 декември 1987 година в град Сандански, България.
На турнира за световната купа в Мюнхен през юни 2011 година Антон Ризов завоюва квота за България в спортната стрелба. Той заема 4-то място с много добър резултат от 699.3 точки.

## Постижения
- 3 място – ЕП за юноши „Дювил 2007“ (Франция), пневматична пушка 10 м
- 3 място – ЕП „Белград 2011“, 120 изстрела малокалибрена пушка от три положения